# Cessna 170

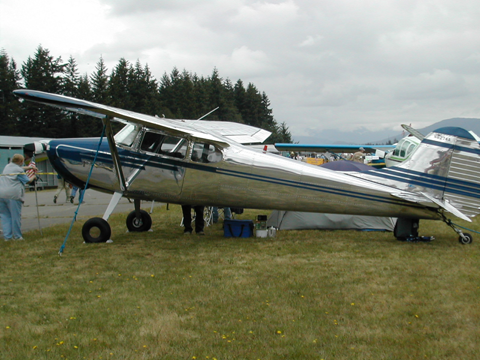
Cessna 170B

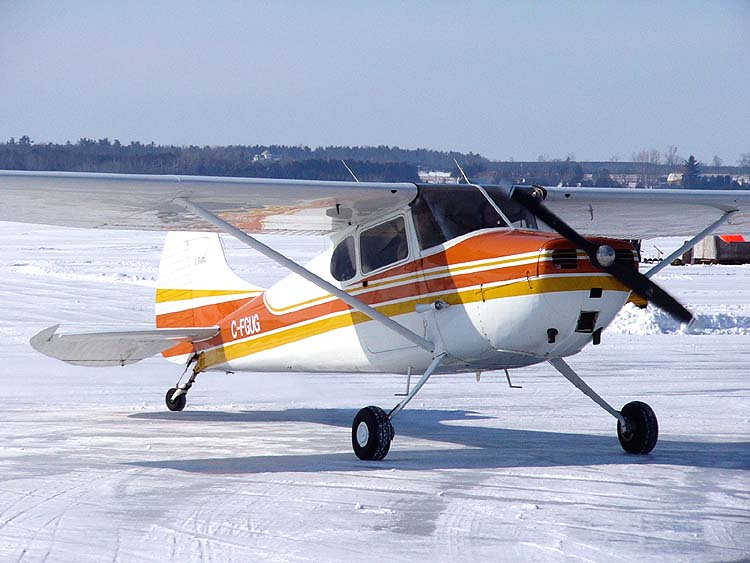
Cessna 170A na zamarzniętym jeziorze w Kanadzie

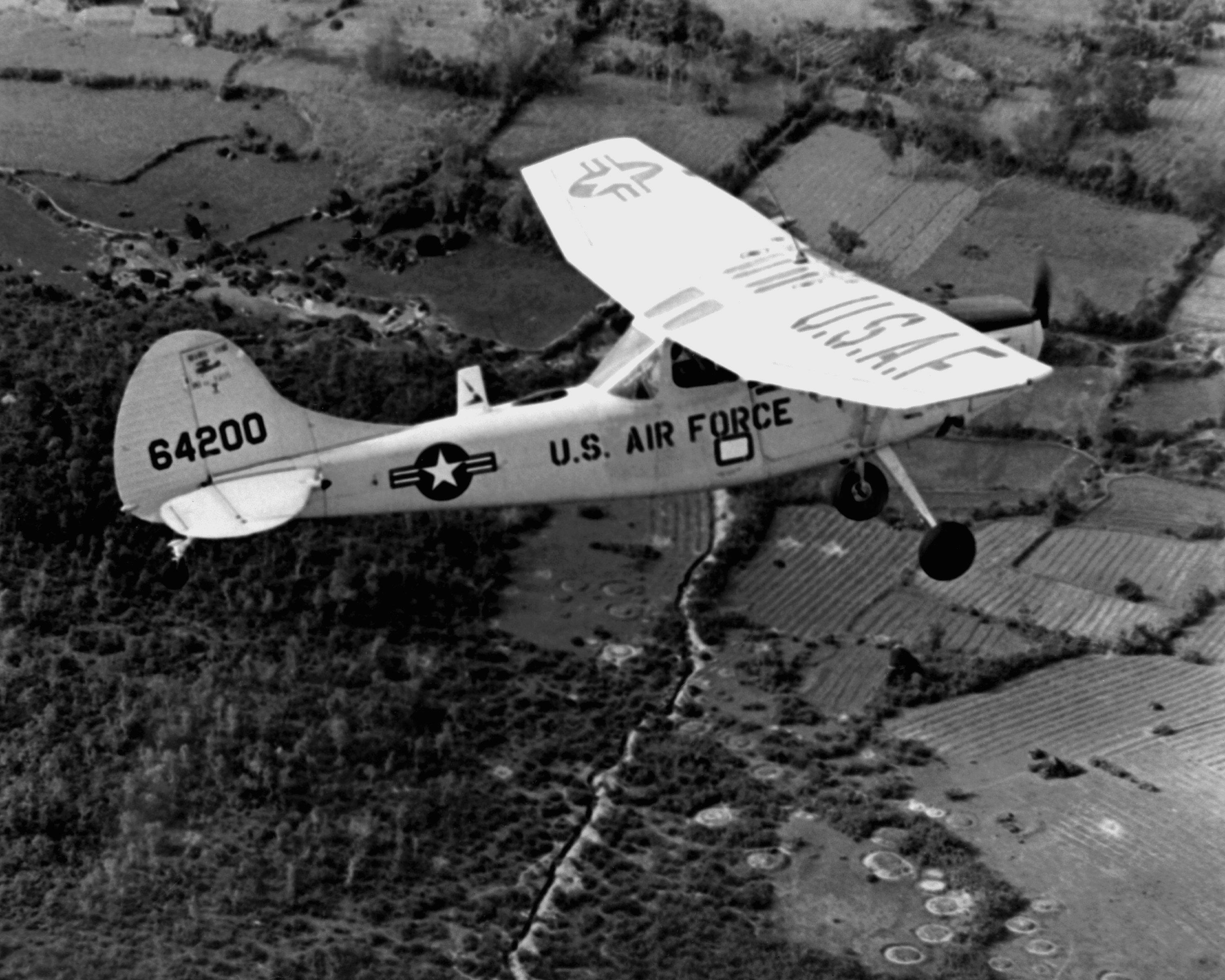
Cessna 305, oznaczona przez wojsko jako L-19 lub O-1

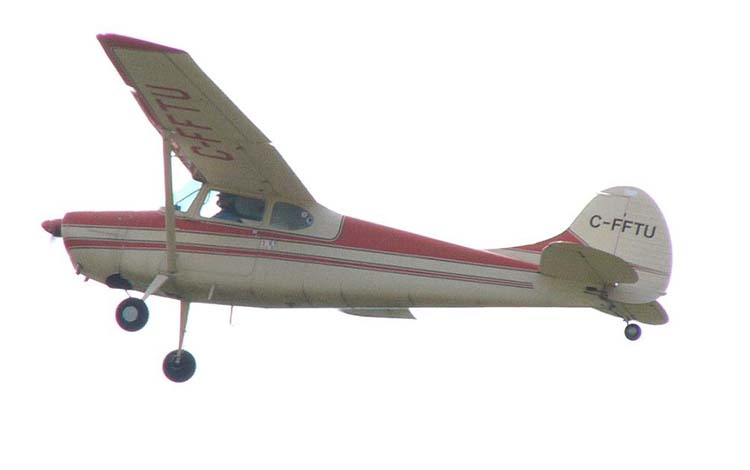
Cessna 170B w locie

Cessna 170 – mały samolot amerykańskiej firmy Cessna. Pierwszy lot odbył w 1948 roku.
Samolot to poprzednik Cessny 172, był produkowany w latach 1948–1956. Samolot może zabrać na pokład 5 osób. Jego cena wynosiła zaledwie 5500 USD.

## Produkcja i warianty

### 170
Pod koniec roku 1948 Cessna rozpoczęła sprzedaż modelu 170 z metalowym kadłubem i ogonem, oraz skrzydłami krytymi płótnem. Te najstarsze egzemplarze modelu 170, były w istocie czteroosobową wersją modelu 140 z mocniejszym silnikiem Continental O-300 o mocy 145 koni mechanicznych oraz powiększonymi zbiornikami paliwa.

### 170A
W roku 1949 Cessna rozpoczęła sprzedaż modelu 170A, różnił się od poprzednika w pełni metalową konstrukcją, skrzydłami bez wzniosu oraz pojedynczym zastrzałem skrzydeł. Na potrzeby tej wersji przeprojektowano również statecznik pionowy i ster kierunku, użyty później w podobnym kształcie w modelu 195

### 305
W roku 1950, lotnictwo, armia i piechota morska Stanów Zjednoczonych rozpoczęły użytkowanie wojskowej wersji Cessny 170, czyli modelu 305, oznaczonej przez wojsko L-19 o później O-1 Bird Dog. Model 305 posiadał istotne różnice w porównaniu do podstawowej Cessny 170, między innymi zastosowano klapy o maksymalnym wychyleniu 60 stopni.

### 170B
W roku 1952, wprowadzono model 170B, ze zmienionym skrzydłem o dodatnim wzniosie, wyposażonym w klapy Fowlera tworząc w ten sposób skrzydło używane w jednosilnikowych modelach Cessny do dziś. Do budowy skrzydła zastosowano profil NACA 2412, o cięciwie 1600mm i obrysie prostokątnym do 2500mm rozpiętości skrzydła, dalej w stronę końcówki, zastosowano profil trapezowy o cięciwie zmniejszającej się do 1100mm oraz zwichrzeniu geometrycznym wynoszącym 3 stopnie.

### Następca - Model 172
W roku 1956 zdecydowano się zastąpić klasyczne podwozie na trójkołowe z kółkiem przednim co znacznie ułatwiło pilotaż, w ten sposób powstała Cessna 172

### Model 309 i 319
W latach 1951–1955 używano Cessny 170 jako samoloty eksperymentalne do badań nad kontrolą warstwy przyściennej. Model 309 zbudowano w roku 1951 jako wspólny projekt marynarki Stanów Zjednoczonych oraz Uniwersytetu Wichita, jako bazowy samolot użyto modelu 170A który zmodyfikowano stosując napęd silnikiem turbinowym którego ciąg skierowano na górną powierzchnię skrzydła.
Model 319 również oparto na Cessnie 170A, jednak wykorzystano w nim tłokowy silnik Continental o mocy 225 koni mechanicznych, powiększone klapy i kontrolę warstwy przyściennej. W efekcie udało się uzyskać rozbieg o długości 58m, dobieg 49m a długość startu nad przeszkodę 15m wyniosła zaledwie 137m.
Ostatecznie projekty 309 i 319 uznano za udane, jednak zdobyte doświadczenie nie zostało wykorzystane w modelach produkcyjnych ze względu na duże trudności technologiczne.

## Stan obecny
Obecnie, spośród ponad 5000 wyprodukowanych egzemplarzy, ponad 2000 jest utrzymywanych w stanie zdatnym do lotu.